# Бетовен (полуостров)
Бетовен (на английски: Beethoven Peninsula) е обширен полуостров, разположен в югозападната част на остров Земя Александър I, край западните брегове на Антарктическия полуостров.
Северно и южно от него са разположени шелфовите ледници Уилкинс и Бах
Вдава се на повече от 100 km от североизток на югозапад в югоизточната част на море Белингсхаузен, попадащо в Тихоокеанския сектор на Южния океан, ширина до 100 km. По северното му крайбрежие дълбоко навътре в него се вдават ледените заливи Верди, Брамс и Менделсон, а по южното – ледените заливи Бокерини и Вебер.
Релефът му представлява обширно плато покрито с дебел леден щит, над който се издигат отделни върхове – Чайковски, Мусоргски, Лист, Григ, Шуман, Пи, Глук, Бородин (694 m) и Щраус 817 m..
Полуостровът е открит и грубо картиран през 1940 г. по време на разузнавателен полет на американската антарктическа експедиция с ръководител Ричард Бърд. През 1947 – 1948 г. участниците в американската експедиция на Фин Роне извършват мащабно аерофотозаснемане на полуострова, на базата на което той е детайлно картиран.
През 1960 г. Британският комитет по антарктическите названия го наименува в чест на великия немски композитор Лудвиг ван Бетховен, а заливите по крайбрежието и характерните върхове в чест на дреги велики световни композитори.